# 앙그라
앙그라(Angra)는 1991년에 결성된 브라질의 헤비 메탈 밴드로, 창립 이후 약간의 라인업 변화를 겪었다. 그들은 지금까지 9장의 정규 스튜디오 음반, 5장의 EP, 3장의 라이브 CD/DVD를 발매했다. 라파엘 비튼코트가 이끄는 이 밴드는 일본과 유럽에서 어느 정도 인기를 얻었다.

## 음반 목록
- Angels Cry (1993년)
- Holy Land  (1996년)
- Fireworks (1998년)
- Rebirth (2001년)
- Temple of Shadows (2004년)
- Aurora Consurgen (2006년)
- Aqua (2010년)
- Secret Garden (2014년)
- Ømni (2018년)